# Blowing Wild
Blowing Wild é um filme de aventura estadunidense de 1953, dirigido por Hugo Fregonese para a Warner Bros.. Frankie Laine canta a canção-tema "Blowing Wild (The Ballad of Black Gold)", música de Dmitri Tiomkin e letra de Paul Francis Webster. O filme arrecadou 2 milhões de dólares (EUA).

## Elenco
- Gary Cooper .. Jeff Dawson
- Barbara Stanwyck ... Marina Conway
- Ruth Roman ... Sal Donnelly
- Anthony Quinn ... Ward "Paco" Conway
- Ward Bond ... Dutch Peterson
- Ian MacDonald ... Jackson
- Richard Karlan ... Henderson
- Juan García Garza ... El Gavilan

## Sinopse
Num país fictício da América do Sul, os amigos aventureiros Jeff Dawson e Dutch Peterson investem tudo que tem num poço de petróleo mas antes que consigam fazê-lo funcionar, o equipamento é explodido por bandidos locais. Completamente falidos, Jeff e Dutch retornam a cidade e tentam alguma ocupação até reencontrarem o antigo sócio Paco Conway que lhes oferece emprego. Jeff não quer pois Paco se casara com uma antiga amante dele, a maldosa Marina, e não quer reencontrá-la. Jeff e Dutch tentam então conseguir dinheiro para voltarem para os Estados Unidos, aceitando transportar nitroglicerina, mas ficam sem receber pois o contratante é trapaceiro. Sem alternativa, ainda mais porque Dutch ficou ferido e está internado num hospital, Jeff acaba aceitando a oferta de Paco. Mas Marina quer a todo custo reatar com ele enquanto Jeff só pensa em conseguir o dinheiro para ir embora.  